# ВВС 49-й армии
Военно-воздушные силы 49-й армии (ВВС 49-й армии) — оперативное соединение времен Великой Отечественной войны, созданное для поддержки сухопутных войск в начале войны на базе авиационной дивизии в составе 49-й армии.

## История наименований
- 15-я смешанная авиационная дивизия (01.08.1940 г.);
- 6-я резервная авиационная группа (02.10.1941 г.);
- 146-я авиационная дивизия (12.11.1941 г.);
- ВВС 49-й армии (29.01.1942 г.);
- 204-я смешанная авиационная дивизия[1];
- 232-я штурмовая авиационная дивизия[1];
- 7-я гвардейская штурмовая авиационная дивизия[1];
- 7-я гвардейская штурмовая Дебреценская авиационная дивизия[1];
- 7-я гвардейская штурмовая Дебреценская Краснознамённая авиационная дивизия[1];
- 135-я гвардейская штурмовая Дебреценская Краснознамённая авиационная дивизия[1];
- 135-я гвардейская Дебреценская Краснознамённая авиационная дивизия истребителей-бомбардировщиков[1];
- Войсковая часть (Полевая почта) 49685[1].

## Формирование
Управление ВВС 49-й армии сформировано в октябре 1941 года, 29 января 1941 года на базе 146-й авиационной дивизии было переформировано. При этом в составе ВВС армии насчитывалось 26 самолётов. Среди них не было ни одного истребителя. Лишь с середины февраля стало прибывать пополнение.

## В составе действующей армии
- С 7 октября 1941 года по 5 мая 1942 года.

## В составе соединений и объединений
| Период        | Фронт (округ)   | Армия      | примечание      |
| ------------- | --------------- | ---------- | --------------- |
| 07.10.1941 г. | Резервный фронт | 49-я армия |                 |
| 13.10.1941 г. | Западный фронт  | 49-я армия |                 |
| 05.05.1942 г. | Западный фронт  | 49-я армия | переформированы |

## Командующий ВВС 49-й армии
- полковник Миньков
- полковник Романов
- полковник Кулдин Леонид Григорьевич[2], с 29 января 1942 года по 5 мая 1942 года.

#### Начальник штаба ВВС армии
- подполковник Дземешкевич Адам Станиславович

## Переформирование
В мае 1942 г. на базе Управления ВВС 49-й армии на основании Приказа НКО сформирована 204-я смешанная авиационная дивизия. В дальнейшем боевые действия 49-й армии обеспечивал 510-й отдельный смешанный авиационный полк.

## Состав ВВС49-й армии
| Части                                               | Период                  |
| --------------------------------------------------- | ----------------------- |
| 38-я смешанная авиационная дивизия                  | 11.1941 — 01.1942       |
| 686-й ночной бомбардировочный авиационный полк      | 11.1941 — 01.1942       |
| 232-й бомбардировочный авиационный полк             | 29.01.1942 — 05.05.1942 |
| 700-й ночной легкобомбардировочный авиационный полк | 29.01.1942 — 05.1942    |
| 1-й скоростной бомбардировочный авиационный полк    | 01.1942 — 05.1942       |
| 57-й бомбардировочный авиационный полк              | 10.1941 — 21.02.1942    |
| 130-й бомбардировочный авиационный полк             | 10.1941 — 21.02.1942    |
| 188-й истребительный авиационный полк               | 24.02.1942 — 09.05.1942 |
| 179-й истребительный авиационный полк               | 12.03.1942 — 10.05.1942 |
| 198-й штурмовой авиационный полк                    | — 18.03.1942.           |
| 431-й истребительный авиационный полк               | 01.03.1942 — 31.03.1942 |
| 510-й истребительный авиационный полк               | 19.03.1942 — 05.05.1942 |
| 131-я эскадрилья связи                              |                         |
| 700-й ночной бомбардировочный авиационный полк      | 29.01.1942 - 10.05.1942 |

### Участие в операциях и битвах
- Битва за Москву:
  - Можайско-Малоярославецкая операция — с 10 по 30 октября 1941 года.
  - Тульская оборонительная операция — с 6 по 16 декабря 1941 года.
  - Калужская операция — с 17 декабря 1941 года по 5 января 1942 года.
- Ржевская битва:
  - Ржевско-Вяземская операция — с 8 января по 20 апреля 1942 года.